# Rhinoceros sondaicus annamiticus
El rinoceronte de Java vietnamita o rinoceronte de Java del Vietnam (Rhinoceros sondaicus annamiticus) es una subespecie extinta del rinoceronte de Java (Rhinoceros sondaicus), un mamífero perisodáctilo de la familia de los rinocerótidos que se extinguió en 2010.

## Descripción
El rinoceronte de Java vietnamita tenía un tamaño semejante al del rinoceronte negro. El largo del cuerpo del rinoceronte de Java vietnamita (incluyendo la cabeza) podía ser de hasta 3,1-3,2 metros, con una altura de 1,4 a 1,7 metros, con un peso de entre 900 a 2300 kg

## Distribución geográfica y hábitat
Se encontraba en Vietnam, Camboya, Laos y Tailandia. Sobrevivió una única población remanente, en el parque nacional Cat Tien, en Vietnam hasta 2010.